# Нижняя Саксония
Ни́жняя Саксо́ния (нем. Niedersachsen [ˈniːdɐzaksn̩], н.-нем. Neddersassen, произношениео файле) — земля Германии. Столица — город Ганновер.

## География
Нижняя Саксония занимает в Германии второе место по площади после Баварии. На севере она омывается Северным морем и включает Восточно-Фризские острова; на юго-востоке ограничивается горами Гарц. Большая часть Нижней Саксонии представляет собой равнину. Знаменитая часть Нижней Саксонии — Люнебургская пустошь, которая находится между Гарцем и Северным морем.
На заболоченной части территории Нижней Саксонии создан биосферный ландшафтный заповедник Дрёмлинг.

## История
- В пещере Лихтенштейн обнаружены захоронения культуры полей погребальных урн
- Саксы
- Саксонские войны
- Саксония (герцогство) (VII—XIV века)
- Брауншвейг-Люнебург (1235—1807)
- Зависимое от наполеоновской Франции Королевство Вестфалия (1807—1813) со столицей в гессенском городе Кассель
- Королевство Ганновер (1814—1866)
- Прусская провинция Ганновер (1866—1945)

Земля образована в 1946 году в результате объединения большей части бывшей прусской провинции Ганновер с рядом немецких земель, таких как Ольденбург, Брауншвейг, Шаумбург-Липпе.
В современных границах с 30 июня 1993 года.

## Политика

### Законодательная власть
Законодательный орган земли Нижняя Саксония — Нижнесаксонский ландтаг (нем. Niedersächsischer Landtag) избирается населением. В ландтаге заседают 146 депутатов. Последние выборы (19-го ландтага) состоялись 9 октября 2022 года. Депутатские мандаты распределились следующим образом: СДПГ — 57 мест, ХДС — 47 мест, Зелёные — 24 мест, Альтернатива для Германии — 17 мест. Также принадлежет один депутатский мандат беспартийному депутату.

### Исполнительная власть
Органом исполнительной власти выступает Нижнесаксонское земельное правительство (Niedersächsische Landesregierung), избираемое ландтагом и состоящее из премьер-министра земли Нижняя Саксония (Ministerpräsidenten des Landes Niedersachsen) и министров земли Нижняя Саксония.

#### Премьер-министры земли Нижняя Саксония
- 1946—1955: Гинрих Вильгельм Копф, СДПГ
- 1955—1959: Генрих Гелльвеге, Немецкая партия
- 1959—1961: Гинрих Вильгельм Копф, СДПГ
- 1961—1970: Георг Дидерихс, СДПГ
- 1970—1976: Альфред Кубель, СДПГ
- 1976—1990: Эрнст Альбрехт, ХДС
- 1990—1998: Герхард Шрёдер,СДПГ
- 1998—1999: Герхард Глоговский, СДПГ
- 1999—2003: Зигмар Габриэль, СДПГ, — министр экологии Германии (кабинет Меркель)
- 2003—2010: Кристиан Вульфф, ХДС (избран правящей коалицией кандидатом в президенты Германии 3 июня 2010 года)[5]
- 2010—2013: Дэвид МакАлистер, ХДС
- 2013—2025: Штефан Вайль, СДПГ
- С 2025: Олаф Лис, СДПГ

#### Министры правительства Нижней Саксонии
- Грант Хендрик Тонне (СДПГ) — министр экономики, труда, транспорта и цифровой инфраструктуры
- Даниела Беренс (СДПГ) — министр внутренних дел и спорта
- Геральд Гере (Зелёные) — министр финансов
- Андреас Филиппи (СДПГ) — министр социального обеспечения, здравоохранения и равноправия
- Фалько Морс (СДПГ) — министр науки и культуры
- Юлия Вилли Гамбург (Зелёные) — министр образования
- Мириам Штаудте  (Зелёные) — министр сельского хозяйства и защиты потребителей
- Катрин Вальман  (СДПГ) — министр юстиции
- Кристиан Мейер (Зелёные) — министр окружающей среды, энергетики, строительства и экологии
- Мелани Вальтер  (СДПГ) — министр по вопросам федерации и сотрудничества в Европе, регионального развития

### Судебная власть
Орган конституционного надзора — Нижнесаксонский государственный суд (Niedersächsischer Staatsgerichtshof), высшие судебные инстанции — Высший земельный суд Брауншвейга (Oberlandesgericht Braunschweig), Высший земельный суд Целле (Oberlandesgericht Celle), Высший земельный суд Ольденбурга (Oberlandesgericht Oldenburg), высшая судебная инстанция административной юстиции — Нижнесаксонский высший земельный суд (Niedersächsisches Oberverwaltungsgericht).

## Административно-территориальное деление
Территория Нижней Саксонии делится на районы (нем. Landkreis) и внерайонные (приравненные к районам) города (нем. Kreisfreie Stadt), районы — на города (нем. Stadt) и союзы общин (нем. Samtgemeinde), союзы общин — на общины (нем. Gemeinde); города делятся на городские округа (нем. Stadtbezirk), общины — на местечки (нем. Ortschaft).

### Районы и внерайонные города

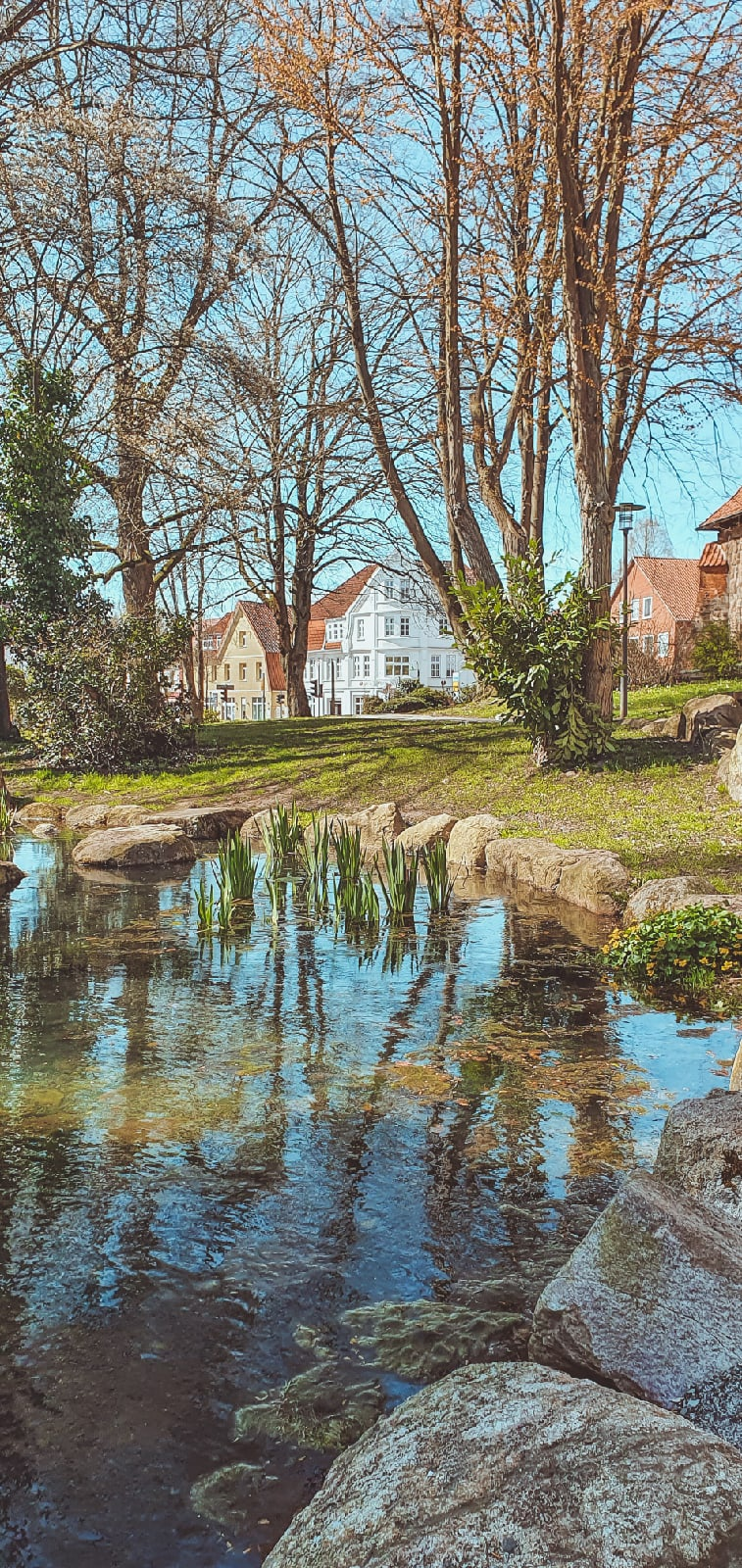
Visselhövede Quelle

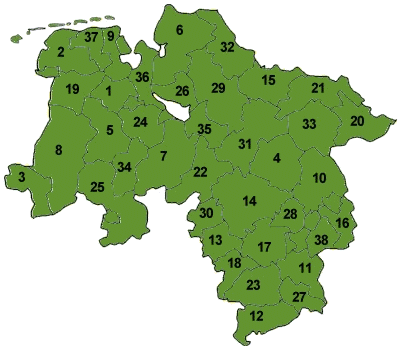
Административная карта земли Нижняя Саксония

Список (в скобках индекс округов на автомобильных номерах).
Районы (Landkreise):
1. Аммерланд (WST)
2. Аурих (AUR)
3. Графство Бентхайм (NOH)
4. Целле (CE)
5. Клоппенбург (CLP)
6. Куксхафен (CUX)
7. Дипхольц (DH)
8. Эмсланд (EL)
9. Фризия (FRI)
10. Гифхорн (GF)
11. Гослар (GS)
12. Гёттинген (GÖ)
13. Хамельн-Пирмонт(HM)
14. Ганновер (H)
15. Харбург (WL)
16. Хельмштедт (HE)
17. Хильдесхайм (HI)
18. Хольцминден (HOL)
19. Лер (LER)
20. Люхов-Данненберг (DAN)
21. Люнебург (LG)
22. Ниэнбург-на-Везере (NI)
23. Нортхайм (NOM)
24. Ольденбург (OL)
25. Оснабрюк (OS)
26. Остерхольц (OHZ)
27. Остероде (OHA)
28. Пайне (PE)
29. Ротенбург-на-Вюмме (ROW)
30. Шаумбург (SHG)
31. Зольтау-Фаллингбостель(SFA)
32. Штаде (STD)
33. Ильцен (UE)
34. Фехта (VEC)
35. Ферден (VER)
36. Везермарш (BRA)
37. Виттмунд (WTM)
38. Вольфенбюттель (WF)

Города, приравненные к районам (Kreisfreie Städte):
1. Брауншвейг (BS)
2. Вильгельмсхафен (WHV)
3. Вольфсбург (WOB)
4. Дельменхорст (DEL)
5. Зальцгиттер (SZ)
6. Ольденбург (OL)
7. Оснабрюк (OS)
8. Эмден (EMD)

### Города
| Ганновер        | 523,0 | Лангенхаген | 52,7 |
| Брауншвейг      | 248,9 | Эмден       | 51,6 |
| Оснабрюк        | 164,1 | Линген      | 51,1 |
| Ольденбург      | 162,0 | Куксхафен   | 50,4 |
| Вольфсбург      | 121,6 | Пайне       | 48,6 |
| Гёттинген       | 121,0 | Штаде       | 46,1 |
| Хильдесхайм     | 102,8 | Мелле       | 46,1 |
| Зальцгиттер     | 102,1 | Нойштадт    | 45,0 |
| Вильгельмсхафен | 81,3  | Лерте       | 43,2 |
| Дельменхорст    | 74,4  | Зеветаль    | 42,2 |
| Люнебург        | 73,0  | Гифхорн     | 41,5 |
| Целле           | 70,2  | Вунсторф    | 41,0 |
| Гарбсен         | 61,7  | Гослар      | 40,9 |
| Хамельн         | 57,7  | Аурих       | 40,5 |
| Вольфенбюттель  | 53,5  | Латцен      | 40,2 |
| Нордхорн        | 53,0  |             |      |

### Регионы
- Аммерланд
- Braunschweiger Land
- Айхсфельд
- Эмсланд
- Land Hadeln
- Land Wursten
- Harlingerland
- Гарц
- Hildesheimer Börde
- Люнебургская пустошь
- Oldenburger Land
- Oldenburger Münsterland
- Portal Ostfriesland
- Schaumburger Land
- Wendland
- Weserbergland
- Wümmeniederung

### Административные округа
С 1978 года до 2004 годов Нижняя Саксония делилась на 4 административных округа:
1. Брауншвейг (Braunschweig)
2. Везер-Эмс (Weser-Ems)
3. Ганновер (Hannover)
4. Люнебург (Lüneburg)

### Местные органы государственной власти
Представительные органы округов — крейстаги (нем. Kreistag), состоящие из ландрата (Landrat) и депутатов крейстагов (Kreistagsabgeordnete), избираемых населением по пропорциональной системе с открытым списком, которые из своего состава избирают для ведения заседаний председателя крейстага (Vorsitzender des Kreistages). Исполнительную власть в округе осуществляет ландрат, избираемый населением, и окружные комитеты (Kreisausschuss), состоящие из ландрата, членов окружного комитета, являющихся политиками, и крейсратов, являющихся профессиональными чиновниками.
Представительные органы объединённых общин — замтгемайдераты (Samtgemeinderat), состоящие из бургомистра объединённых общин (Samtgemeindebürgermeister) и членов замтгемайндерата (Samtgemeinderatsmitglied), избираемых населением по пропорциональной системе с открытым списком, которые из своего состава избирают для ведения заседаний председателя замтгемайндерата (Samtgemeinderatsvorsitzende), исполнительную власть в объединённых общинах осуществляет бургомистр объединённых общин, избираемые населением, и комитеты объединённых общин (Samtgemeindeausschuss), состоящие из бургомистра объединённых общин, членов комитета объединённых общин, являющихся политиками, и ассистентов (Beigeordneter), являющихся профессиональными чиновниками.
Представительные органы городов — советы городов (Rat der Stadt), состоящие из обер-бургомистра (Oberbürgermeister) и господ совета (Ratsherr), избираемых населением по пропорциональной системе с открытым списком, которые из своего состава избирают для ведения заседаний председателя совета (Ratsvorsitzender), исполнительную власть в городе осуществляет обер-бургомистр, избираемый населением, и административные комитеты (Verwaltungsausschuss), состоящие из обер-бургомистра и членов административного комитета, избираемых советом города.
Представительные органы общин — советы общин (Rat der Gemeinde), состоящие из бургомистра (Bürgermeister) и господ совета (Ratsherr), избираемых населением по пропорциональной системе с открытым списком, которые из своего состава избирают для ведения заседаний председателя совета (Ratsvorsitzender), исполнительную власть в общине осуществляет бургомистр, избираемый населением, и административные комитеты (Verwaltungsausschuss), состоящие из бургомистра и членов административного комитета, избираемых советом общины.
Представительные органы городских районов — городские районные советы (Stadtbezirksrat), исполнительные — районные бургомистры (Bezirksbürgermeister).
Представительные органы сельских районов — районные советы (Ortsrat), исполнительные — районные бургомистры (Ortsbürgermeister).

## Экономика
- Задолженность: 6018 € на душу населения (2002)
- Общая задолженность: 48 миллиардов € (2002)

Экономика Нижней Саксонии носит в основном сельскохозяйственный характер, хотя также хорошо развито автомобилестроение, Фольксваген (VW) в г. Вольфсбург.
95 % нефти и газа в Германии добывается именно в Нижней Саксонии; при этом используют экологически вредную технологию фрекинга. Чтобы взломать пласты, под землю закачивается смесь из воды, песка и ядовитых химических веществ — таких, как бензол, толуол, ксилол, а также этилбензол. Они препятствуют тому, чтобы трещины вновь закрывались. Поэтому в г. Ботель к востоку от Бремена необычно высок процент мужчин с различными формами рака лимфатических узлов.

## Сельское хозяйство
Благодаря глино-песочной почве хорошо развивается сельское хозяйство. Кроме зерновых, также возделываются рапс, сахарная свёкла, салат, капуста, морковь, спаржа и зелёная капуста. Кроме земледелия и скотоводства, также важную роль играет плодоводство — особенно на севере Нижней Саксонии.

## Наука
Самые значительные научные учреждения Нижней Саксонии — это Гёттингенский университет, Брауншвейгский технический университет, Ганноверский медицинский институт (нем. Medizinische Hochschule Hannover), Ганноверский ветеринарный институт (нем. Tierärztliche Hochschule Hannover).

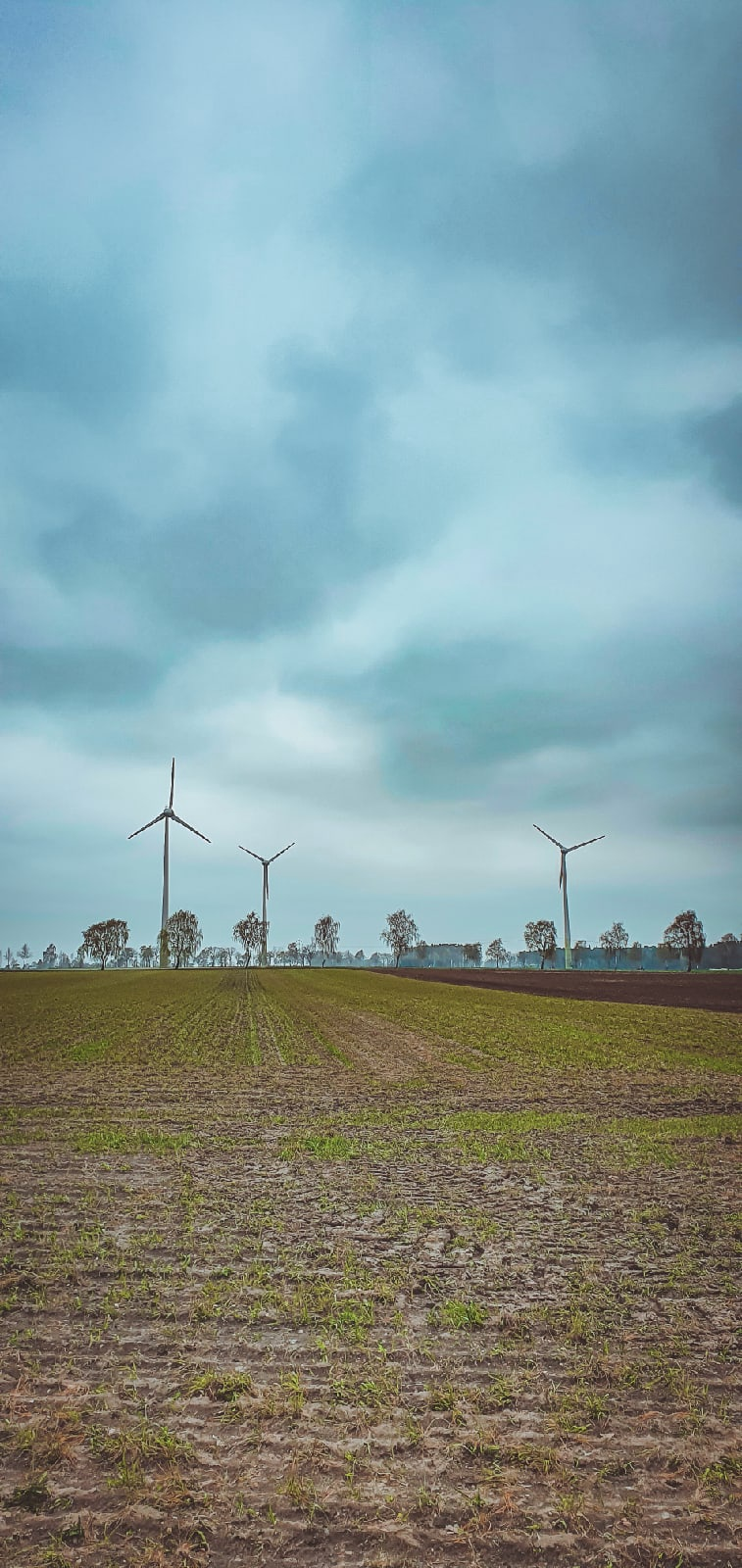
Ветряные мельницы

## Туризм
В первую очередь привлекают туристов горы Гарц и город Целле. Также посещают Айхсфельд, Весербергланд, Лайнебергланд, побережье Северного моря, Люнебургская пустошь, Вюмменидерунг, озёра Штайнхудер и Дюммер, реки Аллер, Лайне, Хунте, Вюмме и Везер. Кроме того, интересны для туристов традиционные праздники стрелков и традиционное праздничное блюдо из зелёной капусты.

## Регионы-партнёры
Нижняя Саксония имеет партнёрские отношения с:
- Франция: Верхняя Нормандия
- Нидерланды
- Польша: Великопольское воеводство и Нижнесилезское воеводство
- Китай: Аньхой
- Япония: Токусима
- Россия: Пермский край и Тюменская область
- ЮАР: Восточно-Капская провинция

## Религия
Большинство верующих — лютеране. Крупнейшие лютернанские поместные церкви:
- Евангелическо-лютеранская поместная церковь Ганновера (нем. Evangelisch-lutherische Landeskirche Hannovers)
- Евангелическо-лютеранская поместная церковь в Брауншвейге (Evangelisch-lutherische Landeskirche in Braunschweig)
- Евангелическо-лютеранская церковь в Ольденбурге (Evangelisch-Lutherische Kirche in Oldenburg)
- Евангелическо-лютеранская поместная церковь Шаумбург-Липпе (Evangelisch-Lutherische Landeskirche Schaumburg-Lippe)